# تنين تشوفاش
فيريشيلين (لغة تشوفاش: Вĕреçĕлен) وتُعرف أيضًا باسم تنانين التشوفاش المجنحة التي تنفث النار، وتغير شكلها. بدأت الأسطورة مع أسلاف التشوفاشيين. ومعنى اسم التنين تشوفاش هو «ثعبان النار».